# Giuseppe Maria Giulietti
Giuseppe Maria Giulietti (Casteggio, 28 de diciembre de 1847 – Beilul, 25 de mayo de 1881) fue un geógrafo y explorador italiano.

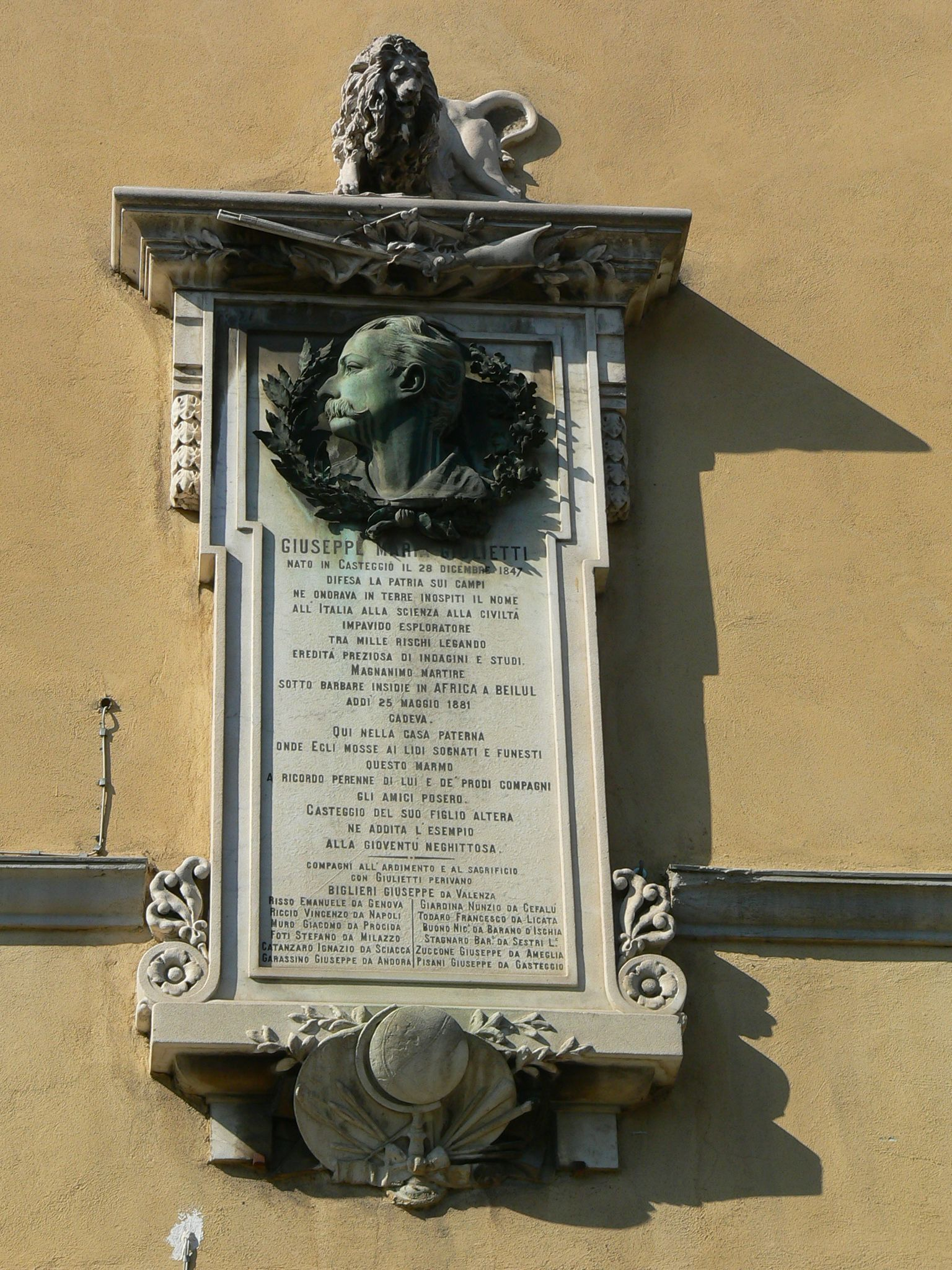
Placa conmemorativa de Giuseppe Maria Giulietti en Casteggio

## Biografía
Nació en el seno de una familia adinerada y se alistó en el Cuerpo de Voluntarios Italianos, con el que luchó contra los austriacos en 1866 durante la tercera guerra de independencia italiana. Se casó en 1871 y al año siguiente tuvo un hijo. Al quedar viudo, el naturalista Giacomo Doria le invitó a unirse a la expedición de Martini Bernardi, encargada de ayudar a la expedición de Antinori, bloqueada en la región etíope de Shewa por diversas dificultades.
Posteriormente Giulietti dirigió diversas expediciones por África. En 1881, fue asesinado por miembros del pueblo afar, junto a un grupo de militares y civiles italianos embarcados en el vapor Ettore Fieramosca. La masacre tuvo lugar cerca de la localidad eritrea de Beilul, en la depresión meridional de Afar, probablemente por desacuerdos entre el explorador, poco diplomático, y el jeque Mohammed Akito y su hijo Omar.
Las Memorias de Giulietti fueron publicadas en 1882 por su hermana Elena Giulietti Venco.
En honor al explorador fallecido, un gran lago volcánico descubierto en Etiopía en 1928 por la expedición dirigida por Ludovico M. Nesbitt, recibió el nombre de lago Giulietti, hoy lago Afrera.   
Los restos de Giulietti fueron encontrados en mayo de 1929 por otro explorador italiano, Raimondo Franchetti.